# Проданешты
Проданешты, Продэне́шть (рум. Prodăneşti) — село в Флорештском районе Молдавии. Является административным центром коммуны Проданешты, включающей также село Капрешты.

## История
Упоминаемое в документах с 1609 года селение Проданешты относится к населённому пункту Старые Проданешты.
Изначально село называлось Новые Проданешты.
С 1940 по 1956 год село Новые Проданешты относилось к Котюжанскому району Молдавской ССР.
11 июня 1964 года сёла Новые Проданешты и Капрешты были объединены в одно село Проданешты. В 1992 году село Капрешты было восстановлено.

## География
Село расположено на реке Реут на высоте 126 метров над уровнем моря.

## Население
По данным переписи населения 2004 года, в селе Продэнешть проживает 1099 человек (517 мужчин, 582 женщины).
Этнический состав села:
| Национальность | Число жителей | Процентный состав |
| -------------- | ------------- | ----------------- |
| украинцы       | 668           | 60,78             |
| молдаване      | 403           | 36,67             |
| русские        | 17            | 1,55              |
| цыгане         | 3             | 0,27              |
| болгары        | 3             | 0,27              |
| румыны         | 1             | 0,09              |
| прочие         | 4             | 0,36              |
| Всего          | 1099          | 100 %             |